# Dreiband-Weltmeisterschaft 2000

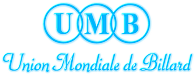
Logo UMB (ausrichtender Verband)

Veranstaltungsort: Saint-Étienne

Die Dreiband-Weltmeisterschaft 2000 fand vom 5. bis 8. Oktober in Saint-Étienne (Frankreich) statt. Es war die fünfte Dreiband-WM in Frankreich.

## Geschichte
Nach überzeugenden Leistungen im Dreiband-Weltcup konnte Dick Jaspers auch zum ersten Mal einen großen internationalen Einzeltitel erringen. Er schaltete im Achtel- und im Viertelfinale schon 2 Dreiband-Weltmeister aus. Im Spiel um Platz drei stellte Marco Zanetti mit 6,000 einen neuen Weltrekord über 2 Gewinnsätze auf. Der Däne Tonny Carlsen spielte ebenfalls ein starkes Turnier und wurde überraschend Vize-Weltmeister. Die Deutschen Teilnehmer spielten etwas unglücklich und wurden jeweils nur dritter in den Gruppenspielen und schieden somit schon frühzeitig aus. Der Österreicher Andreas Efler schaffte das Achtelfinale und scheiterte knapp mit 2:3 Sätzen gegen den starken Türken Semih Saygıner.

## Modus
Gespielt wurde das Turnier mit 32 Teilnehmern. In den Gruppenspielen und im Spiel um Platz drei wurde auf zwei Gewinnsätze à 15 Points gespielt. Ab dem Achtelfinale ging es um drei Gewinnsätze pro Spiel.

## Gruppenphase
| MP    | Match Punkte (Sieger = 2; Unentschieden = 1; Verlierer = 0) |
| SV    | Satzverhältnis (nur bei Turnieren im Satzsystem)            |
| Pkte. | Erzielte Karambolagen                                       |
| Aufn. | benötigte Aufnahmen                                         |
| GD    | Generaldurchschnitt                                         |
| MGD   | Mannschafts-Generaldurchschnitt                             |
| BED   | Bester Einzeldurchschnitt eines Spielers                    |
| BEMD  | Bester Einzeldurchschnitt einer Mannschaft                  |
| BSD   | Bester Satzdurchschnitt eines Spielers                      |
| HS    | Höchstserie                                                 |
| WRP   | Weltranglistenpunkte                                        |

| Abschlusstabelle Gruppe A | Abschlusstabelle Gruppe A | Abschlusstabelle Gruppe A | Abschlusstabelle Gruppe A | Abschlusstabelle Gruppe A | Abschlusstabelle Gruppe A | Abschlusstabelle Gruppe A | Abschlusstabelle Gruppe A | Abschlusstabelle Gruppe A |
| Platz                     | Name                      | MP                        | SV                        | Pkte                      | Aufn.                     | GD                        | BED                       | HS                        |
| ------------------------- | ------------------------- | ------------------------- | ------------------------- | ------------------------- | ------------------------- | ------------------------- | ------------------------- | ------------------------- |
| 1                         | Murat Gökmen              | 4:2                       | 4:2                       | 67                        | 58                        | 1,155                     | 1,764                     | 7                         |
| 2                         | Frédéric Caudron          | 4:2                       | 4:3                       | 94                        | 70                        | 1,342                     | 1,535                     | 5                         |
| 3                         | Martin Horn               | 2:4                       | 4:4                       | 96                        | 70                        | 1,371                     | 2,307                     | 11                        |
| 4                         | Jorge Rubio               | 2:4                       | 2:5                       | 71                        | 83                        | 0,855                     | 1,100                     | 5                         |

| Abschlusstabelle Gruppe B | Abschlusstabelle Gruppe B | Abschlusstabelle Gruppe B | Abschlusstabelle Gruppe B | Abschlusstabelle Gruppe B | Abschlusstabelle Gruppe B | Abschlusstabelle Gruppe B | Abschlusstabelle Gruppe B | Abschlusstabelle Gruppe B |
| Platz                     | Name                      | MP                        | SV                        | Pkte                      | Aufn.                     | GD                        | BED                       | HS                        |
| ------------------------- | ------------------------- | ------------------------- | ------------------------- | ------------------------- | ------------------------- | ------------------------- | ------------------------- | ------------------------- |
| 1                         | Torbjörn Blomdahl         | 6:0                       | 6:0                       | 90                        | 46                        | 1,956                     | 2,500                     | 13                        |
| 2                         | Raymond Ceulemans         | 4:2                       | 4:3                       | 83                        | 61                        | 1,360                     | 1,555                     | 7                         |
| 3                         | Jens Eggers               | 2:4                       | 3:5                       | 85                        | 75                        | 1,133                     | 1,366                     | 9                         |
| 4                         | Luis Miguel Avila         | 0:6                       | 1:6                       | 42                        | 64                        | 0,656                     | –                         | 5                         |

| Abschlusstabelle Gruppe C | Abschlusstabelle Gruppe C | Abschlusstabelle Gruppe C | Abschlusstabelle Gruppe C | Abschlusstabelle Gruppe C | Abschlusstabelle Gruppe C | Abschlusstabelle Gruppe C | Abschlusstabelle Gruppe C | Abschlusstabelle Gruppe C |
| Platz                     | Name                      | MP                        | SV                        | Pkte                      | Aufn.                     | GD                        | BED                       | HS                        |
| ------------------------- | ------------------------- | ------------------------- | ------------------------- | ------------------------- | ------------------------- | ------------------------- | ------------------------- | ------------------------- |
| 1                         | Dick Jaspers              | 6:0                       | 6:0                       | 90                        | 61                        | 1,475                     | 1,875                     | 10                        |
| 2                         | Tonny Carlsen             | 4:2                       | 4:2                       | 77                        | 61                        | 1,262                     | 1,764                     | 6                         |
| 3                         | Kim Yoon-soon             | 2:4                       | 2:4                       | 71                        | 65                        | 1,092                     | 1,578                     | 5                         |
| 4                         | Omar Loaiza               | 0:6                       | 0:6                       | 45                        | 59                        | 0,762                     | –                         | 4                         |

| Abschlusstabelle Gruppe D | Abschlusstabelle Gruppe D | Abschlusstabelle Gruppe D | Abschlusstabelle Gruppe D | Abschlusstabelle Gruppe D | Abschlusstabelle Gruppe D | Abschlusstabelle Gruppe D | Abschlusstabelle Gruppe D | Abschlusstabelle Gruppe D |
| Platz                     | Name                      | MP                        | SV                        | Pkte                      | Aufn.                     | GD                        | BED                       | HS                        |
| ------------------------- | ------------------------- | ------------------------- | ------------------------- | ------------------------- | ------------------------- | ------------------------- | ------------------------- | ------------------------- |
| 1                         | Sang Chun Lee             | 6:0                       | 6:1                       | 102                       | 52                        | 1,961                     | 2,500                     | 8                         |
| 2                         | Daniel Sánchez            | 4:2                       | 4:3                       | 93                        | 59                        | 1,576                     | 1,760                     | 11                        |
| 3                         | Christian Rudolph         | 2:4                       | 4:5                       | 111                       | 78                        | 1,423                     | 1,375                     | 7                         |
| 4                         | Mohammed Zayed            | 0                         | 1:6                       | 51                        | 60                        | 0,850                     | –                         | 4                         |

| Abschlusstabelle Gruppe E | Abschlusstabelle Gruppe E | Abschlusstabelle Gruppe E | Abschlusstabelle Gruppe E | Abschlusstabelle Gruppe E | Abschlusstabelle Gruppe E | Abschlusstabelle Gruppe E | Abschlusstabelle Gruppe E | Abschlusstabelle Gruppe E |
| Platz                     | Name                      | MP                        | SV                        | Pkte                      | Aufn.                     | GD                        | BED                       | HS                        |
| ------------------------- | ------------------------- | ------------------------- | ------------------------- | ------------------------- | ------------------------- | ------------------------- | ------------------------- | ------------------------- |
| 1                         | Semih Saygıner            | 6:0                       | 6:0                       | 90                        | 49                        | 1,836                     | 2,142                     | 8                         |
| 2                         | Hiroshi Horigane          | 4:2                       | 4:4                       | 91                        | 82                        | 1,109                     | 1,344                     | 9                         |
| 3                         | Jorge Theriaga            | 2:4                       | 3:5                       | 69                        | 72                        | 0,958                     | 1,214                     | 5                         |
| 4                         | Eddy Leppens              | 0:6                       | 2:6                       | 91                        | 83                        | 1,096                     | –                         | 7                         |

| Abschlusstabelle Gruppe F | Abschlusstabelle Gruppe F | Abschlusstabelle Gruppe F | Abschlusstabelle Gruppe F | Abschlusstabelle Gruppe F | Abschlusstabelle Gruppe F | Abschlusstabelle Gruppe F | Abschlusstabelle Gruppe F | Abschlusstabelle Gruppe F |
| Platz                     | Name                      | MP                        | SV                        | Pkte                      | Aufn.                     | GD                        | BED                       | HS                        |
| ------------------------- | ------------------------- | ------------------------- | ------------------------- | ------------------------- | ------------------------- | ------------------------- | ------------------------- | ------------------------- |
| 1                         | Marco Zanetti             | 4:2                       | 5:2                       | 103                       | 58                        | 1,775                     | 3,333                     | 11                        |
| 2                         | Andreas Efler             | 4:2                       | 4:3                       | 73                        | 60                        | 1,216                     | 1,578                     | 9                         |
| 3                         | Tatsuo Arai               | 4:2                       | 5:4                       | 106                       | 90                        | 1,177                     | 1,259                     | 10                        |
| 4                         | Jean Paul de Bruijn       | 0:6                       | 1:6                       | 80                        | 63                        | 1,269                     | –                         | 5                         |

| Abschlusstabelle Gruppe G | Abschlusstabelle Gruppe G | Abschlusstabelle Gruppe G | Abschlusstabelle Gruppe G | Abschlusstabelle Gruppe G | Abschlusstabelle Gruppe G | Abschlusstabelle Gruppe G | Abschlusstabelle Gruppe G | Abschlusstabelle Gruppe G |
| Platz                     | Name                      | MP                        | SV                        | Pkte                      | Aufn.                     | GD                        | BED                       | HS                        |
| ------------------------- | ------------------------- | ------------------------- | ------------------------- | ------------------------- | ------------------------- | ------------------------- | ------------------------- | ------------------------- |
| 1                         | Raimond Burgman           | 4:2                       | 5:2                       | 97                        | 69                        | 1,405                     | 2,307                     | 8                         |
| 2                         | Jaime Bedoya              | 4:2                       | 4:2                       | 77                        | 84                        | 0,916                     | 1,304                     | 6                         |
| 3                         | Dion Nelin                | 4:2                       | 4:3                       | 91                        | 76                        | 1,197                     | 1,538                     | 7                         |
| 4                         | Michael Kang              | 0:6                       | 0:6                       | 45                        | 69                        | 0,652                     | –                         | 4                         |

| Abschlusstabelle Gruppe H | Abschlusstabelle Gruppe H | Abschlusstabelle Gruppe H | Abschlusstabelle Gruppe H | Abschlusstabelle Gruppe H | Abschlusstabelle Gruppe H | Abschlusstabelle Gruppe H | Abschlusstabelle Gruppe H | Abschlusstabelle Gruppe H |
| Platz                     | Name                      | MP                        | SV                        | Pkte                      | Aufn.                     | GD                        | BED                       | HS                        |
| ------------------------- | ------------------------- | ------------------------- | ------------------------- | ------------------------- | ------------------------- | ------------------------- | ------------------------- | ------------------------- |
| 1                         | Jacob Haack-Sørensen      | 6:0                       | 6:2                       | 97                        | 75                        | 1,293                     | 1,666                     | 7                         |
| 2                         | Eddy Merckx               | 4:2                       | 5:2                       | 99                        | 68                        | 1,455                     | 1,578                     | 9                         |
| 3                         | Francis Connesson         | 2:4                       | 2:4                       | 72                        | 68                        | 1,058                     | 1,034                     | 6                         |
| 4                         | Juan Bouterin             | 0:6                       | 1:6                       | 81                        | 76                        | 1,065                     | –                         | 7                         |

## Finalrunde
Im Folgenden ist der Turnierbaum der Finalrunde aufgelistet.
|  | Achtelfinale Best of 5 | Achtelfinale Best of 5 |                |                | Viertelfinale Best of 5 | Viertelfinale Best of 5 |  |  | Halbfinale Best of 5 | Halbfinale Best of 5 |  |  | Finale Best of 5 | Finale Best of 5 |
|  |                        |                        |                |                |                         |                         |  |  |                      |                      |  |  |                  |                  |
|  |                        |                        |                |                |                         |                         |  |  |                      |                      |  |  |                  |                  |
|  | Murat Gökmen           | 0/1,142                |                |                |                         |                         |  |  |                      |                      |  |  |                  |                  |
|  | Murat Gökmen           | 0/1,142                |                |                |                         |                         |  |  |                      |                      |  |  |                  |                  |
|  | Eddy Merckx            | 3/1,551                |                |                |                         |                         |  |  |                      |                      |  |  |                  |                  |
|  | Eddy Merckx            | 3/1,551                | Eddy Merckx    | 2/1,536        |                         |                         |  |  |                      |                      |  |  |                  |                  |
|  |                        |                        | Eddy Merckx    | 2/1,536        |                         |                         |  |  |                      |                      |  |  |                  |                  |
|  |                        | Marco Zanetti          | 3/1,536        |                |                         |                         |  |  |                      |                      |  |  |                  |                  |
|  | Marco Zanetti          | Marco Zanetti          | 3/1,536        | 3/1,333        |                         |                         |  |  |                      |                      |  |  |                  |                  |
|  | Marco Zanetti          |                        |                | 3/1,333        |                         |                         |  |  |                      |                      |  |  |                  |                  |
|  | Jaime Bedoya           | 2/1,056                |                |                |                         |                         |  |  |                      |                      |  |  |                  |                  |
|  | Jaime Bedoya           | 2/1,056                | Marco Zanetti  | 0/0,920        |                         |                         |  |  |                      |                      |  |  |                  |                  |
|  |                        |                        | Marco Zanetti  | 0/0,920        |                         |                         |  |  |                      |                      |  |  |                  |                  |
|  |                        | Dick Jaspers           | 3/1,730        |                |                         |                         |  |  |                      |                      |  |  |                  |                  |
|  | Dick Jaspers           | Dick Jaspers           | 3/1,730        | 3/2,310        |                         |                         |  |  |                      |                      |  |  |                  |                  |
|  | Dick Jaspers           |                        |                | 3/2,310        |                         |                         |  |  |                      |                      |  |  |                  |                  |
|  | Frédéric Caudron       | 2/1,642                |                |                |                         |                         |  |  |                      |                      |  |  |                  |                  |
|  | Frédéric Caudron       | 2/1,642                | Dick Jaspers   | 3/2,125        |                         |                         |  |  |                      |                      |  |  |                  |                  |
|  |                        |                        | Dick Jaspers   | 3/2,125        |                         |                         |  |  |                      |                      |  |  |                  |                  |
|  |                        | Torbjörn Blomdahl      | 1/1,391        |                |                         |                         |  |  |                      |                      |  |  |                  |                  |
|  | Hiroshi Horigane       | Torbjörn Blomdahl      | 1/1,391        | 1/1,181        |                         |                         |  |  |                      |                      |  |  |                  |                  |
|  | Hiroshi Horigane       |                        |                | 1/1,181        |                         |                         |  |  |                      |                      |  |  |                  |                  |
|  | Torbjörn Blomdahl      | 3/1,676                |                |                |                         |                         |  |  |                      |                      |  |  |                  |                  |
|  | Torbjörn Blomdahl      | 3/1,676                | Dick Jaspers   | 3/1,666        |                         |                         |  |  |                      |                      |  |  |                  |                  |
|  |                        |                        | Dick Jaspers   | 3/1,666        |                         |                         |  |  |                      |                      |  |  |                  |                  |
|  |                        | Tonny Carlsen          | 0/0,920        |                |                         |                         |  |  |                      |                      |  |  |                  |                  |
|  | Raimond Burgman        | Tonny Carlsen          | 0/0,920        | 1/1,117        |                         |                         |  |  |                      |                      |  |  |                  |                  |
|  | Raimond Burgman        |                        |                | 1/1,117        |                         |                         |  |  |                      |                      |  |  |                  |                  |
|  | Tonny Carlsen          | 3/1,657                |                |                |                         |                         |  |  |                      |                      |  |  |                  |                  |
|  | Tonny Carlsen          | 3/1,657                | Tonny Carlsen  | 3/2,307        |                         |                         |  |  |                      |                      |  |  |                  |                  |
|  |                        |                        | Tonny Carlsen  | 3/2,307        |                         |                         |  |  |                      |                      |  |  |                  |                  |
|  |                        | Daniel Sánchez         | 2/1,840        |                |                         |                         |  |  |                      |                      |  |  |                  |                  |
|  | Jacob Haak-Sörensen    | Daniel Sánchez         | 2/1,840        | 1/1,156        |                         |                         |  |  |                      |                      |  |  |                  |                  |
|  | Jacob Haak-Sörensen    |                        |                | 1/1,156        |                         |                         |  |  |                      |                      |  |  |                  |                  |
|  | Daniel Sánchez         | 3/1,636                |                |                |                         |                         |  |  |                      |                      |  |  |                  |                  |
|  | Daniel Sánchez         | 3/1,636                | Semih Saygıner | 0/1,037        |                         |                         |  |  |                      |                      |  |  |                  |                  |
|  |                        |                        | Semih Saygıner | 0/1,037        |                         |                         |  |  |                      |                      |  |  |                  |                  |
|  |                        | Tonny Carlsen          | 3/1,607        |                |                         |                         |  |  |                      |                      |  |  |                  |                  |
|  | Semih Saygıner         | Tonny Carlsen          | 3/1,607        | 3/1,891        |                         |                         |  |  |                      |                      |  |  |                  |                  |
|  | Semih Saygıner         |                        |                | 3/1,891        | Best of 3               |                         |  |  |                      |                      |  |  |                  |                  |
|  | Andreas Efler          | 2/1,222                |                |                |                         |                         |  |  |                      |                      |  |  |                  |                  |
|  | Andreas Efler          | 2/1,222                | Semih Saygıner | 3/1,900        |                         |                         |  |  |                      |                      |  |  |                  |                  |
|  |                        |                        | Semih Saygıner | 3/1,900        | Spiel um Platz 3        |                         |  |  |                      |                      |  |  |                  |                  |
|  |                        | Raymond Ceulemans      | 1/1,310        |                |                         |                         |  |  |                      |                      |  |  |                  |                  |
|  | Raymond Ceulemans      | Raymond Ceulemans      | 1/1,310        | 3/1,870        | Marco Zanetti           | 2/6,000                 |  |  |                      |                      |  |  |                  |                  |
|  | Raymond Ceulemans      |                        |                | 3/1,870        | Marco Zanetti           | 2/6,000                 |  |  |                      |                      |  |  |                  |                  |
|  | Sang Chun Lee          | 1/1,200                |                | Semih Saygıner | 0/1,250                 |                         |  |  |                      |                      |  |  |                  |                  |

## Abschlusstabelle
| Endklassement              | Endklassement | Endklassement       | Endklassement | Endklassement | Endklassement | Endklassement | Endklassement | Endklassement | Endklassement | Endklassement |
| Phase                      | Platz         | Name                | MP            | SV            | Pkte          | Aufn.         | GD            | BED           | HS            |               |
| -------------------------- | ------------- | ------------------- | ------------- | ------------- | ------------- | ------------- | ------------- | ------------- | ------------- | ------------- |
| Finale                     | 1             | Dick Jaspers        | 14:0          | 18:3          | 298           | 168           | 1,773         | 2,233         | 12            |               |
| Finale                     | 2             | Tonny Carlsen       | 10:4          | 13:8          | 263           | 175           | 1,502         | 2,307         | 14            |               |
| Halb- finale               | 3             | Marco Zanetti       | 10:4          | 13:9          | 291           | 183           | 1,590         | 6,000         | 15            |               |
| Halb- finale               | 4             | Semih Saygıner      | 10:4          | 12:8          | 250           | 147           | 1,700         | 2,142         | 8             |               |
| Viertel- finale            | 5             | Torbjörn Blomdahl   | 8:2           | 10:4          | 179           | 103           | 1,737         | 2,500         | 13            |               |
| Viertel- finale            | 6             | Eddy Merckx         | 6:4           | 10:5          | 207           | 138           | 1,500         | 1,578         | 9             |               |
| Viertel- finale            | 7             | Daniel Sánchez      | 6:4           | 9:7           | 193           | 117           | 1,649         | 1,760         | 11            |               |
| Viertel- finale            | 8             | Raymond Ceulemans   | 6:4           | 8:7           | 179           | 121           | 1,479         | 1,870         | 10            |               |
| Achtel- finale             | 9             | Sang Chun Lee       | 6:2           | 7:4           | 138           | 82            | 1,682         | 2,500         | 8             |               |
| Achtel- finale             | 10            | Jacob Haak-Sörensen | 6:2           | 7:5           | 134           | 107           | 1,252         | 1,666         | 9             |               |
| Achtel- finale             | 11            | Raimond Burgman     | 4:4           | 6:5           | 135           | 103           | 1,310         | 2,307         | 12            |               |
| Achtel- finale             | 12            | Jaime Bedoya        | 4:4           | 6:5           | 133           | 137           | 0,970         | 1,304         | 6             |               |
| Achtel- finale             | 13            | Frédéric Caudron    | 4:4           | 6:6           | 140           | 99            | 1,414         | 1,535         | 5             |               |
| Achtel- finale             | 14            | Andreas Efler       | 4:4           | 6:6           | 117           | 96            | 1,218         | 1,578         | 6             |               |
| Achtel- finale             | 15            | Murat Gökmen        | 4:4           | 4:5           | 99            | 86            | 1,151         | 1,764         | 7             |               |
| Achtel- finale             | 16            | Hiroshi Horigane    | 4:4           | 5:7           | 130           | 115           | 1,130         | 1,344         | 9             |               |
| Gruppen- phase             | 17            | Tatsuo Arai         | 4:2           | 5:4           | 106           | 90            | 1,177         | 1,259         | 10            |               |
| Gruppen- phase             | 18            | Dion Nelin          | 4:2           | 4:3           | 91            | 76            | 1,197         | 1,538         | 7             |               |
| Gruppen- phase             | 19            | Martin Horn         | 2:4           | 4:4           | 96            | 70            | 1,371         | 2,307         | 6             |               |
| Gruppen- phase             | 20            | Christian Rudolph   | 2:4           | 4:5           | 111           | 78            | 1,423         | 1,375         | 7             |               |
| Gruppen- phase             | 21            | Jens Eggers         | 2:4           | 3:5           | 85            | 75            | 1,133         | 1,366         | 9             |               |
| Gruppen- phase             | 22            | Kim Yoon-soon       | 2:4           | 2:4           | 71            | 65            | 1,092         | 1,578         | 5             |               |
| Gruppen- phase             | 23            | Francis Connesson   | 2:4           | 2:4           | 72            | 68            | 1,058         | 1,034         | 6             |               |
| Gruppen- phase             | 24            | Jorge Theriaga      | 2:4           | 3:5           | 69            | 72            | 0,958         | 1,214         | 5             |               |
| Gruppen- phase             | 25            | Jorge Rubio         | 2:4           | 2:5           | 71            | 83            | 0,855         | 1,100         | 5             |               |
| Gruppen- phase             | 26            | Eddy Leppens        | 0:6           | 2:6           | 91            | 83            | 1,096         | –             | 7             |               |
| Gruppen- phase             | 27            | Jean Paul de Bruijn | 0:6           | 1:6           | 80            | 63            | 1,269         | –             | 5             |               |
| Gruppen- phase             | 28            | Juan Bouterin       | 0:6           | 1:6           | 81            | 76            | 1,065         | –             | 7             |               |
| Gruppen- phase             | 29            | Mohammed Zayed      | 0:6           | 1:6           | 51            | 60            | 0,850         | –             | 4             |               |
| Gruppen- phase             | 30            | Luis Miguel Avila   | 0:6           | 1:6           | 42            | 64            | 0,656         | –             | 5             |               |
| Gruppen- phase             | 31            | Omar Loazia         | 0:6           | 0:6           | 45            | 59            | 0,762         | –             | 4             |               |
| Gruppen- phase             | 32            | Michael Kang        | 0:6           | 0:6           | 45            | 69            | 0,652         | –             | 4             |               |
| Turnierdurchschnitt: 1,308 |               |                     |               |               |               |               |               |               |               |               |